# 現代ロテム
現代ロテム株式会社（ヒョンデロテム、ヒュンダイロテム、Hyundai Rotem）は、大韓民国において鉄道車両や軍用兵器等を生産している、現代-起亜自動車グループの企業である。
慶尚南道昌原市に鉄道車両を生産する工場がある。

## 概要
アジア通貨危機に伴う韓国経済の構造改革の一環として、現代精工（現・現代モービス）・大宇重工業・韓進重工業の鉄道車両製造部門が統合されたもの。2001年10月に、現代財閥から独立し現代=起亜自動車グループを立ち上げた鄭夢九が大宇の株式の持分を引き受け、同グループの傘下となる。当初の社名は韓国鉄道車輌株式会社（韓國鐵道車輛、한국철도차량、ハングクチョルトチャリャン、かんこくてつどうしゃりょう、Korea Rolling Stock）だった。
2002年1月に、社名を株式会社ロテム（로템、Rotem）に変更。変更理由については旧社名の響きが「コリアがロスする（＝韓国が損をする）」に通じるのを避けたためと同社広報担当者は説明している。社名変更と同時に現代-起亜自動車グループから軍用兵器・プラント・宇宙事業部門を引き継いでいる。
米軍事専門誌のディフェンスニュースに世界100大防衛産業に選定され、順位は93位だった。
2007年には社名を現代ロテム株式会社（現代로템、현대로템、Hyundai Rotem）に変更した。

## 沿革
- 1999年7月 - 現代精工・大宇重工業・韓進重工業の鉄道車両製造部門が統合して発足。当初の社名は「韓国鉄道車輌株式会社（韓國鐵道車輛、한국철도차량、ハングクチョルトチャリャン、かんこくてつどうしゃりょう、Korea Rolling Stock」で、略称はコロス (KOROS = KOrea ROlling Stock) であった。
- 2001年10月 - 現代-起亜自動車グループ傘下に入る。
- 2002年1月 - 社名を「株式会社ロテム（로템、Rotem、“RailrOading Technology systEM”の略）」に変更。軍用兵器・プラント・宇宙事業部門を引き継ぐ。
- 2007年 - 社名を「現代ロテム株式会社（現代로템、현대로템、Hyundai Rotem Company）」に変更。

## 鉄道車両

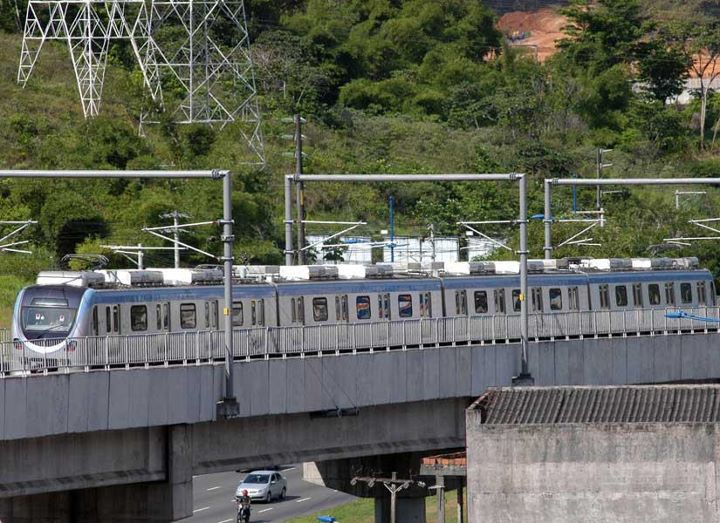
ブラジルサルヴァドールを走るサルヴァドール地下鉄の車両

韓国国内および世界各地の鉄道路線において納入実績がある。電装品の製造も行っているが、日本企業の東芝や三菱、ドイツ企業のシーメンスなど海外から輸入するケースも多い。
- 韓国鉄道公社

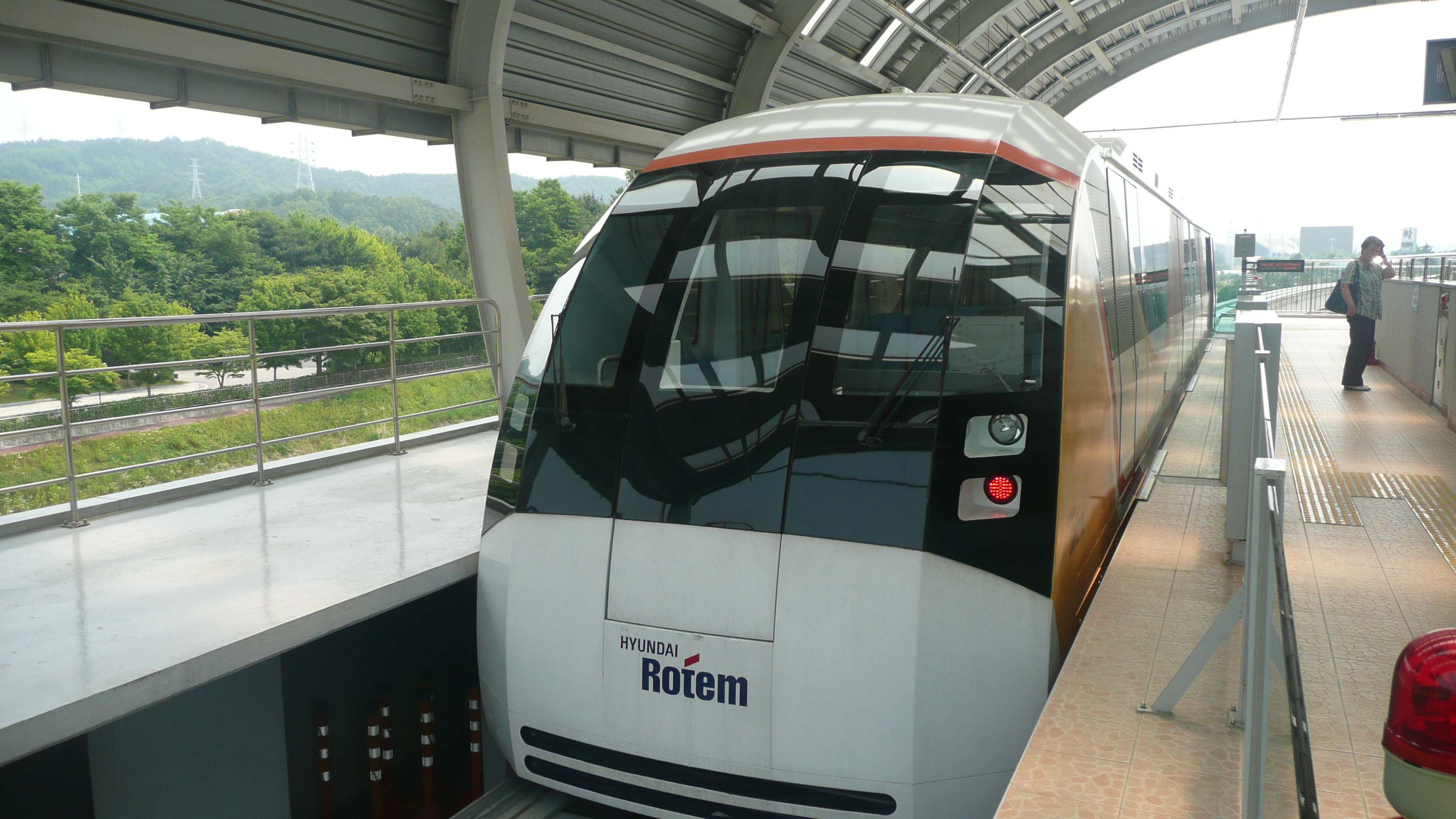
韓国の大田広域市のエキスポ科学公園で運転されるUTM-02

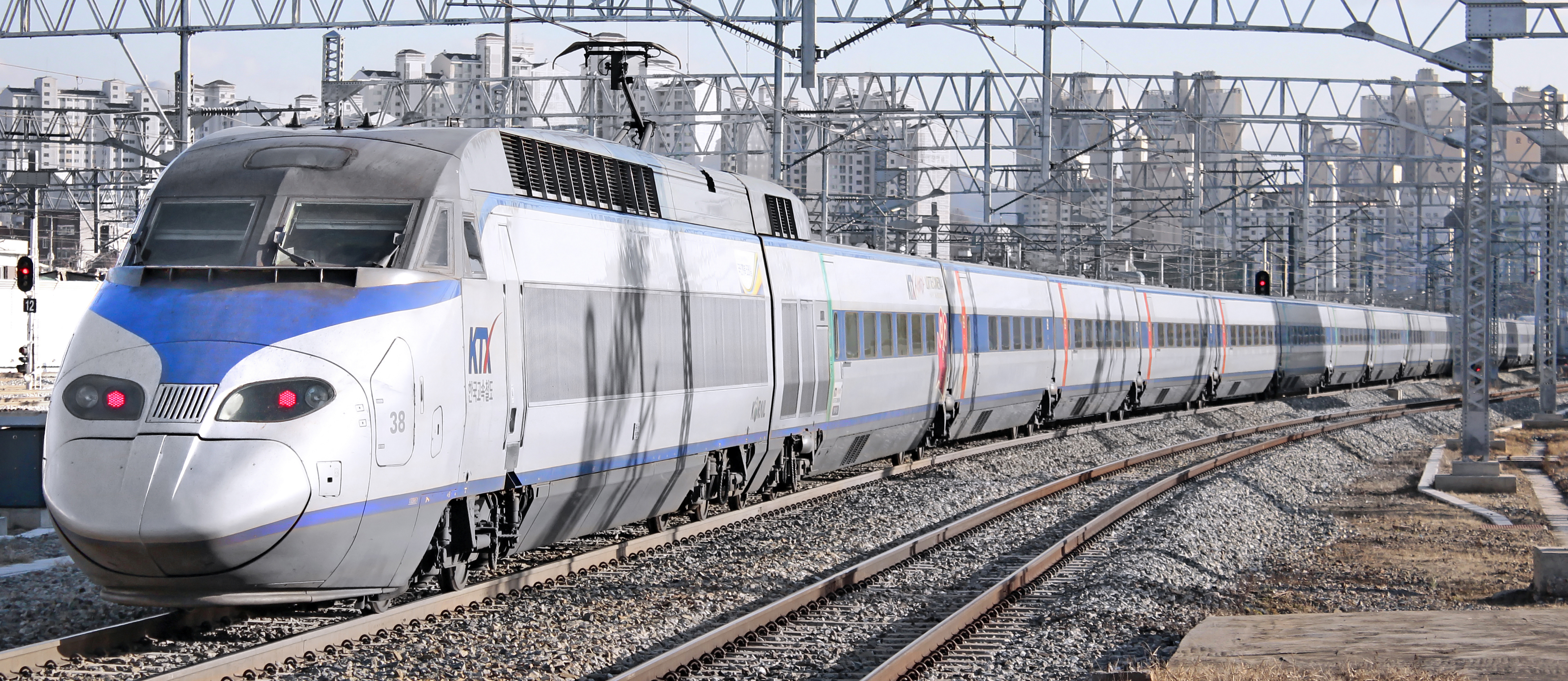
高速鉄道KTX

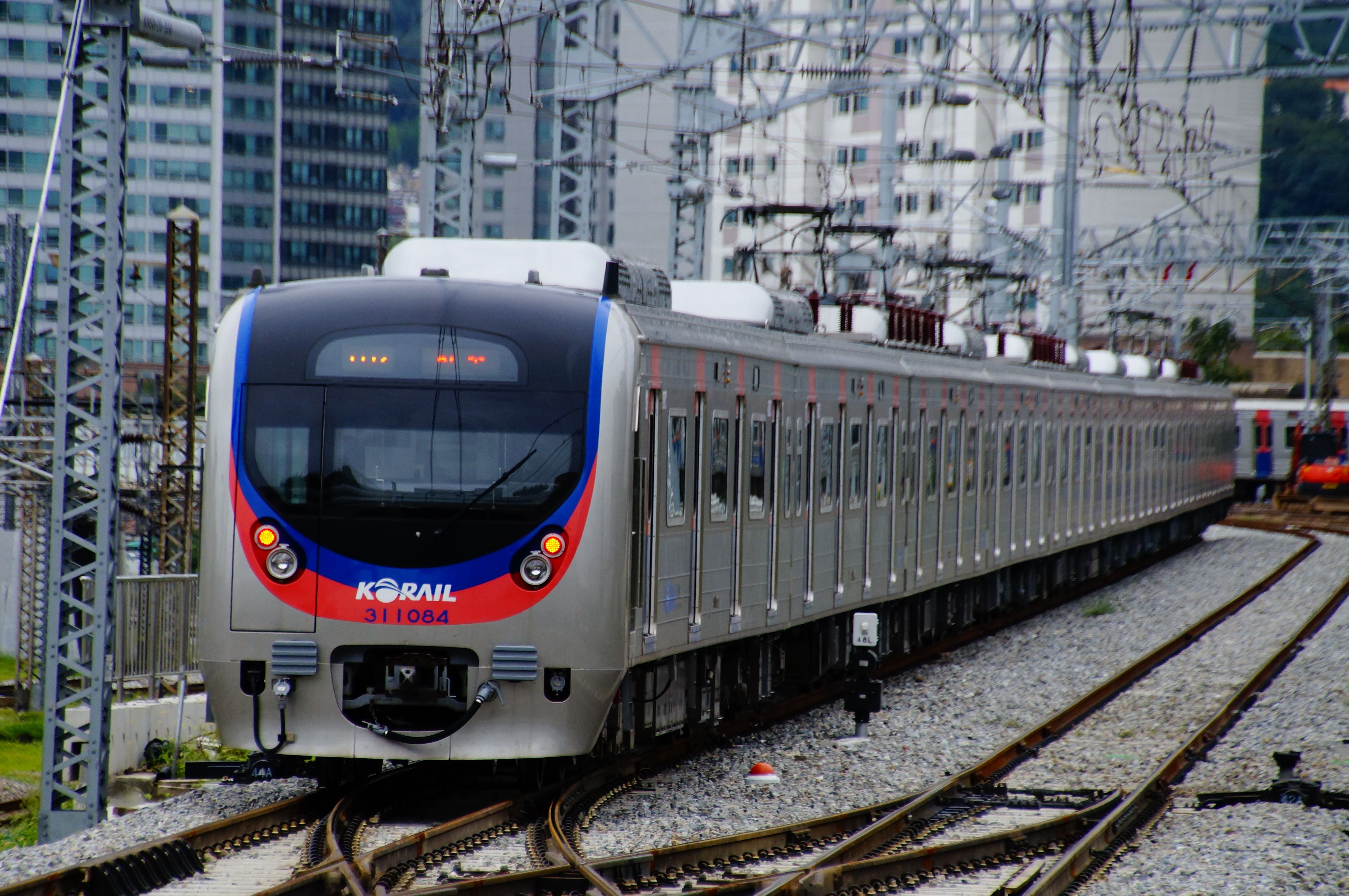
韓国鉄道公社 (KORAIL) 5000系電車
9次車（新トングリ）

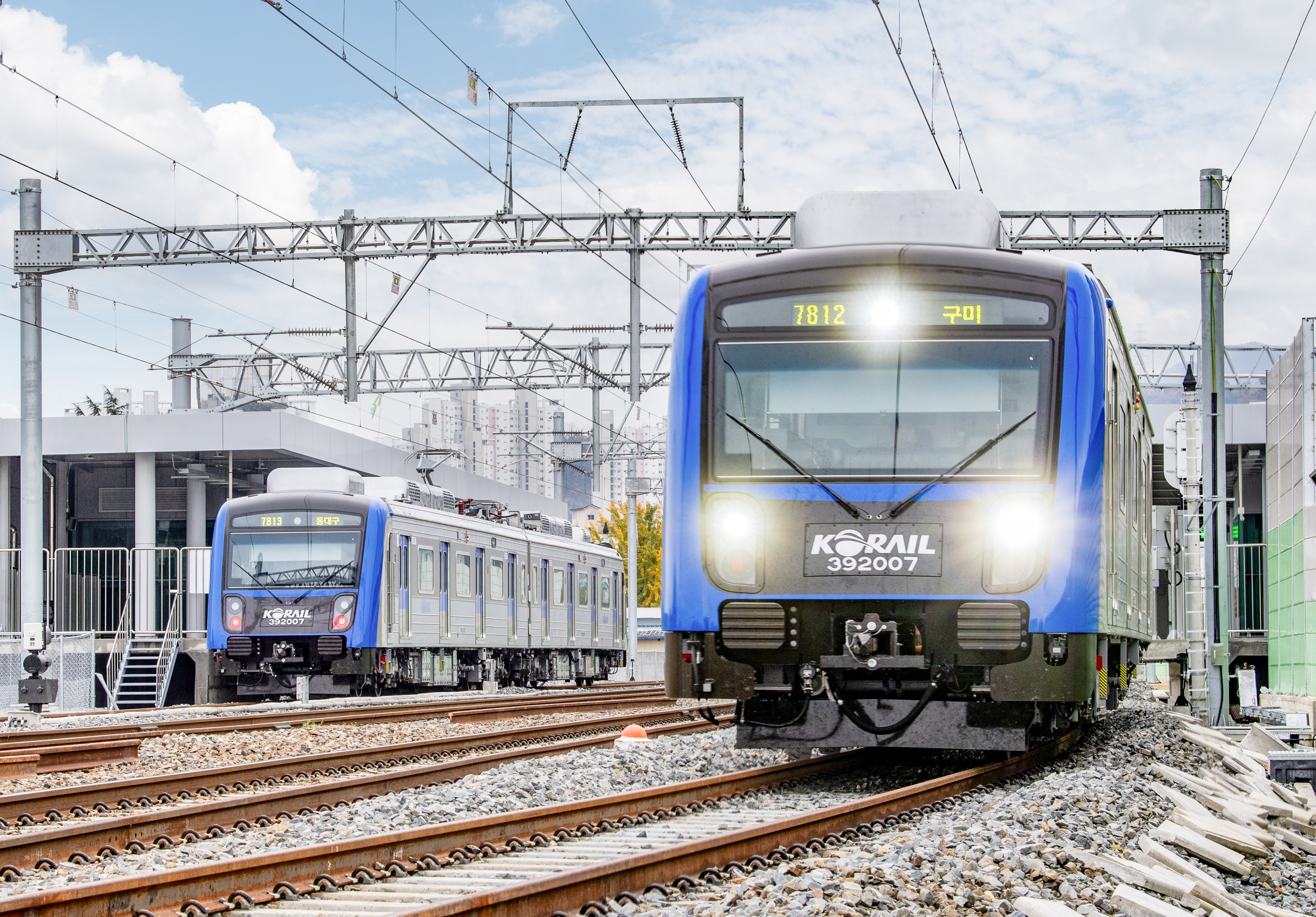
韓国鉄道公社 (KORAIL) 392000系電車
チュドゥンイ

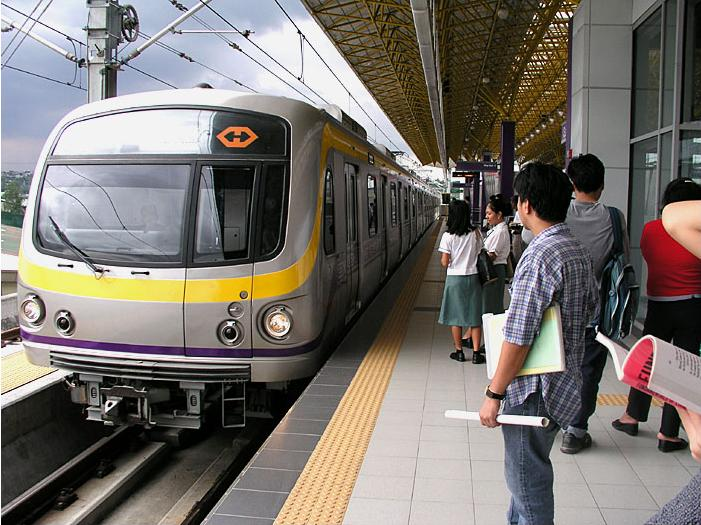
マニラMRT-2線2000形電車

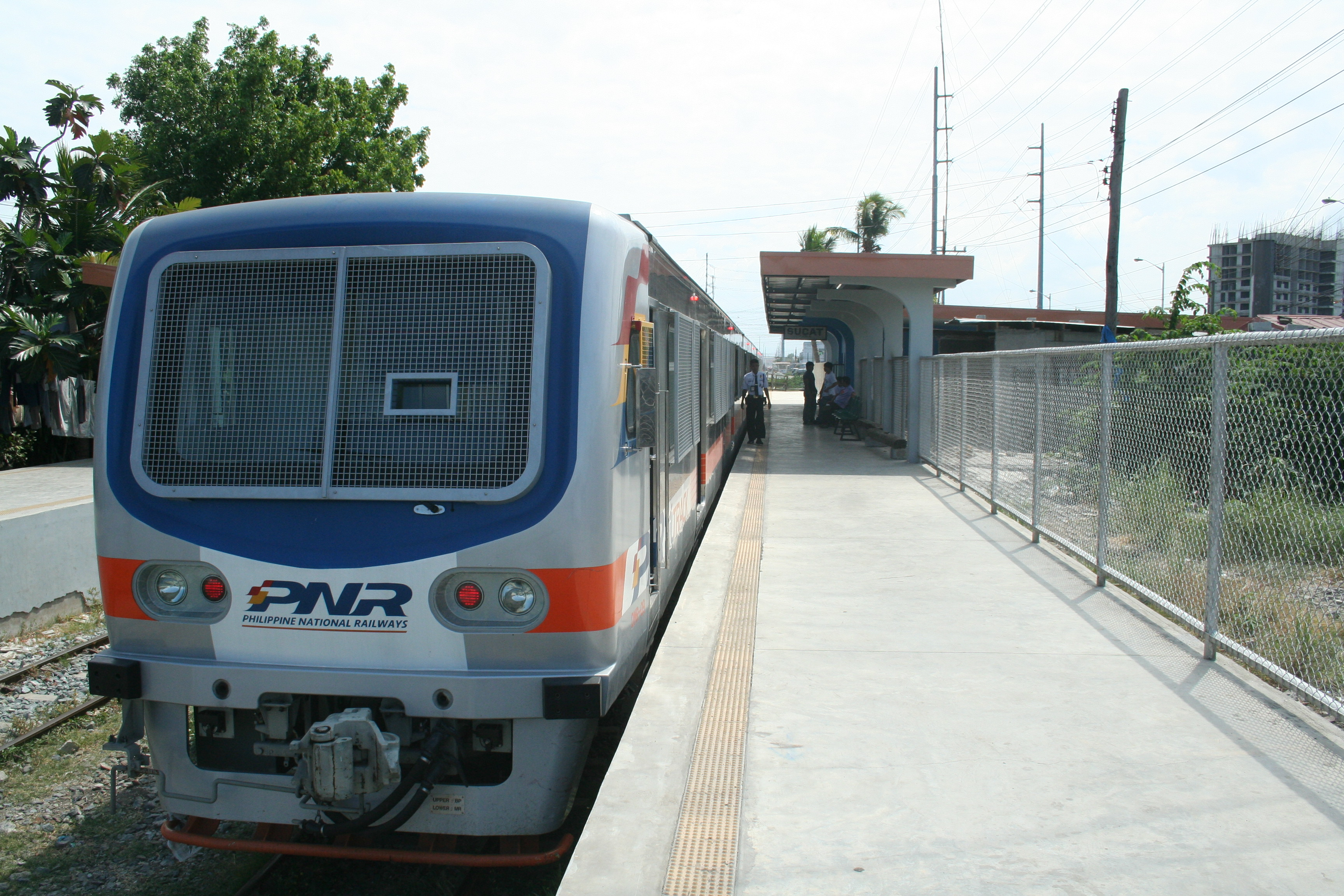
フィリピン国鉄DMR1気動車

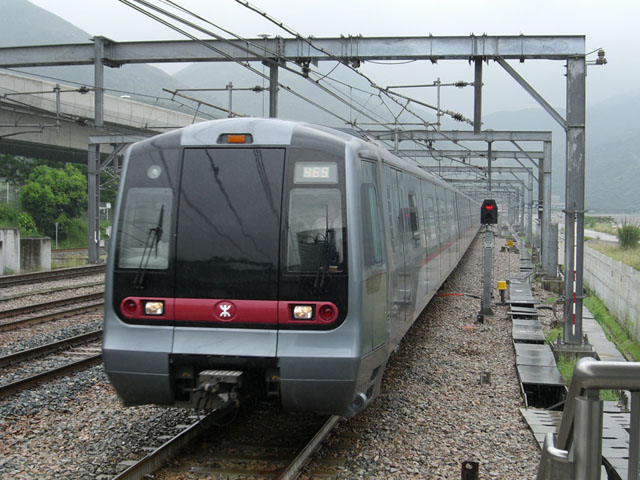
香港のMTR K-Stock電車

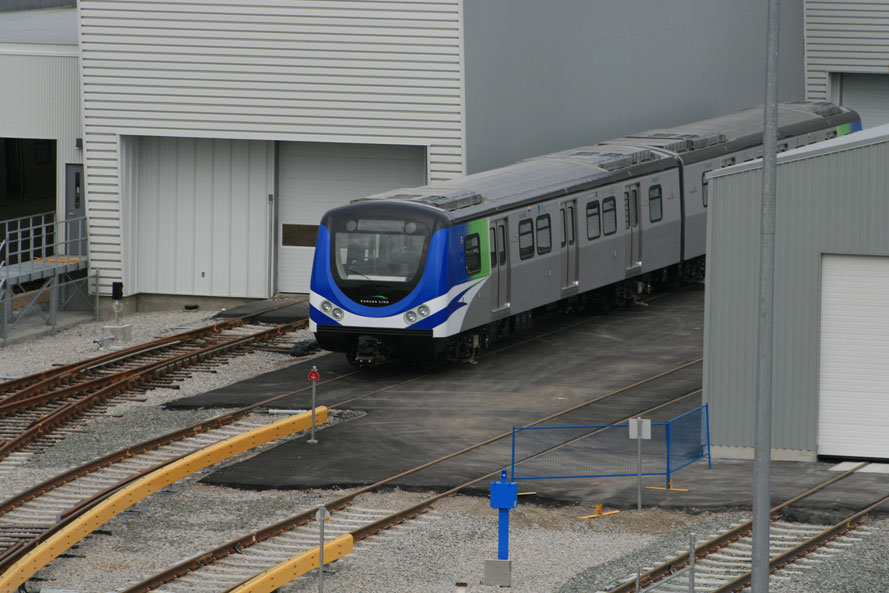
カナダのバンクーバーのカナダライン

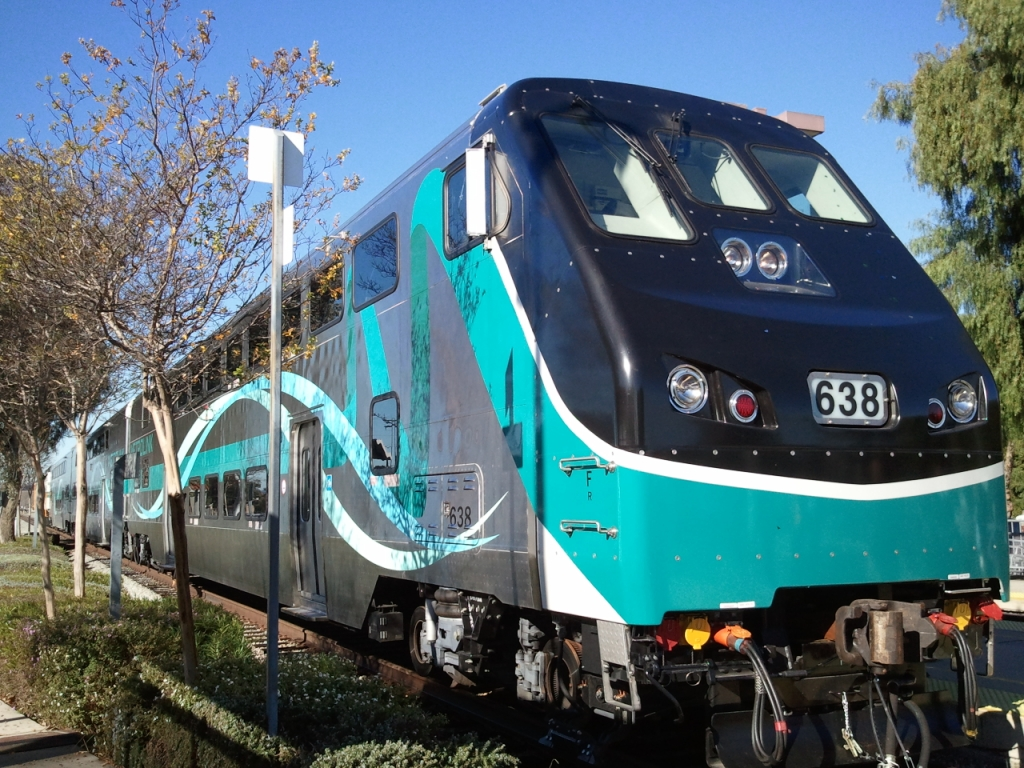
米国ロサンゼルス近郊を走るメトロリンクの2階建て制御客車

  - 韓国高速鉄道用車両 (KTX[5]・KTX-山川・KTX-イウム・KTX-青龍)
  - 8200形電気機関車
  - 3000系電車
  - 6000系電車
  - 210000系電車
  - 311000系電車（トングリ・新トングリ・チュドゥンイ）
  - 319000系電車
  - 321000系電車
  - 331000系電車
  - 341000系電車（トングリ・チュドゥンイ）
  - 351000系電車（トングリ・新トングリ・チュドゥンイ）
  - 361000系電車
  - 368000系電車
  - 371000系電車
  - 381000系電車
  - 391000系電車（新トングリ）
  - 392000系電車
  - 393000系電車
- ソウル交通公社
  - 1000系電車
  - 2000系電車
  - 3000系電車
  - 4000系電車
  - 5000系電車
  - 6000系電車
  - 7000系電車
  - 8000系電車
- ソウル市メトロ9号線
  - 9000系電車
- 首都圏広域急行鉄道（GTX）
  - A000系電車 B線電車
  - C線電車
- 仁川交通公社
  - 1000系電車
  - 2000系電車
- 釜山交通公社
  - 1000系電車
  - 2000系電車
  - 3000系電車
- 大邱広域市地下鉄公社
  - 1000系電車
  - 2000系電車
- 光州広域市都市鉄道公社
  - 1000系電車
- 大田広域市都市鉄道公社
  - 1000系電車
- 大田広域市エキスポ科学公園リニアモーターカー
  - UTM-02
- 空港鉄道
  - 1000系電車（直通用）
  - 2000系電車（各駅停車用）
- 台湾鉄路管理局
  - E1000型電車
  - EMU600形電車
  - EMU900形電車
- 台北捷運
  - 形式未定（高運量電車）
- 香港MTR
  - MTR K-Stock電車
  - MTR R-Train電車
- ウクライナ鉄道
  - HRCS2型電車
- トランツ・メトロ
  - FPクラス電車（ウェリントン近郊路線向け）
- マサチューセッツ湾交通局
  - BTC-5
  - CTC-5
- 南東ペンシルベニア交通局 (SEPTA)
  - Silverliner V（英語版）
- リージョナル・トランスポーテーション・ディストリクト
  - A号線（en:A Line (RTD)、デンバー国際空港への連絡線）用電車
- メトロリンク (南カリフォルニア)
  - プッシュプル運転用2階建て制御客車・中間客車
- マレー鉄道
  - クラス83電車（KTMコミューター向け）
  - クラス91電車（KTM ETS向け）
- マニラ・ライトレール・トランジット・システム
  - 1100形電車 (マニラLRT-1線向け)
  - 2000形電車 (マニラMRT-2線向け)
- フィリピン国鉄
  - DMR1気動車
- SuperVia
  - 2005形電車
- サンパウロ都市圏鉄道会社
  - 9500形電車

## 韓国国外への進出

### 台湾鉄路管理局への受注
1994年、現代精工時代に台湾鉄路管理局の台湾鉄路管理局E1000型電車（機関車は南アフリカ製）を受注したが、入札予算の半額程度での落札だったことで、後の故障頻発の遠因となっており、韓進重工業および大宇重工業との統合でロテムに改名後は補修サポート期間満了前に撤退したため、2004年以降台湾における鉄道車両入札から締め出されていた。台湾がWTOに加盟し、2012年以降にGPA（政府調達協定）が発効したことから、政府調達による大型入札案件については、韓国勢の入札参加が事実上解禁されることになった。その後、E1000型電車に関する訴訟問題で和解が成立し、2018年、新型電車520両の受注に成功し、19年ぶりに台湾市場に再進出することになった。
2024年には、台北捷運が発注した新型車両7編成の入札案件を落札。2026年から2028年にかけて順次運用を開始する予定。

### インドへの地下鉄車両の供給
2002年にはインド初の地下鉄向けに地下鉄車両240両を供給した。

### トルコへの鉄道車両供給
2005年にはトルコから鉄道車両34両を受注した。

### ブラジルへの鉄道車両供給
2007年8月には無人自動運転車両84両を供給する契約を結び、ブラジルの鉄道車両市場でのシェア（占有率）で1位（66%）となった。同社は2004年にも、リオデジャネイロの地下鉄車両80両を供給している。更に今後最大90両の車両を供給する予定だという。

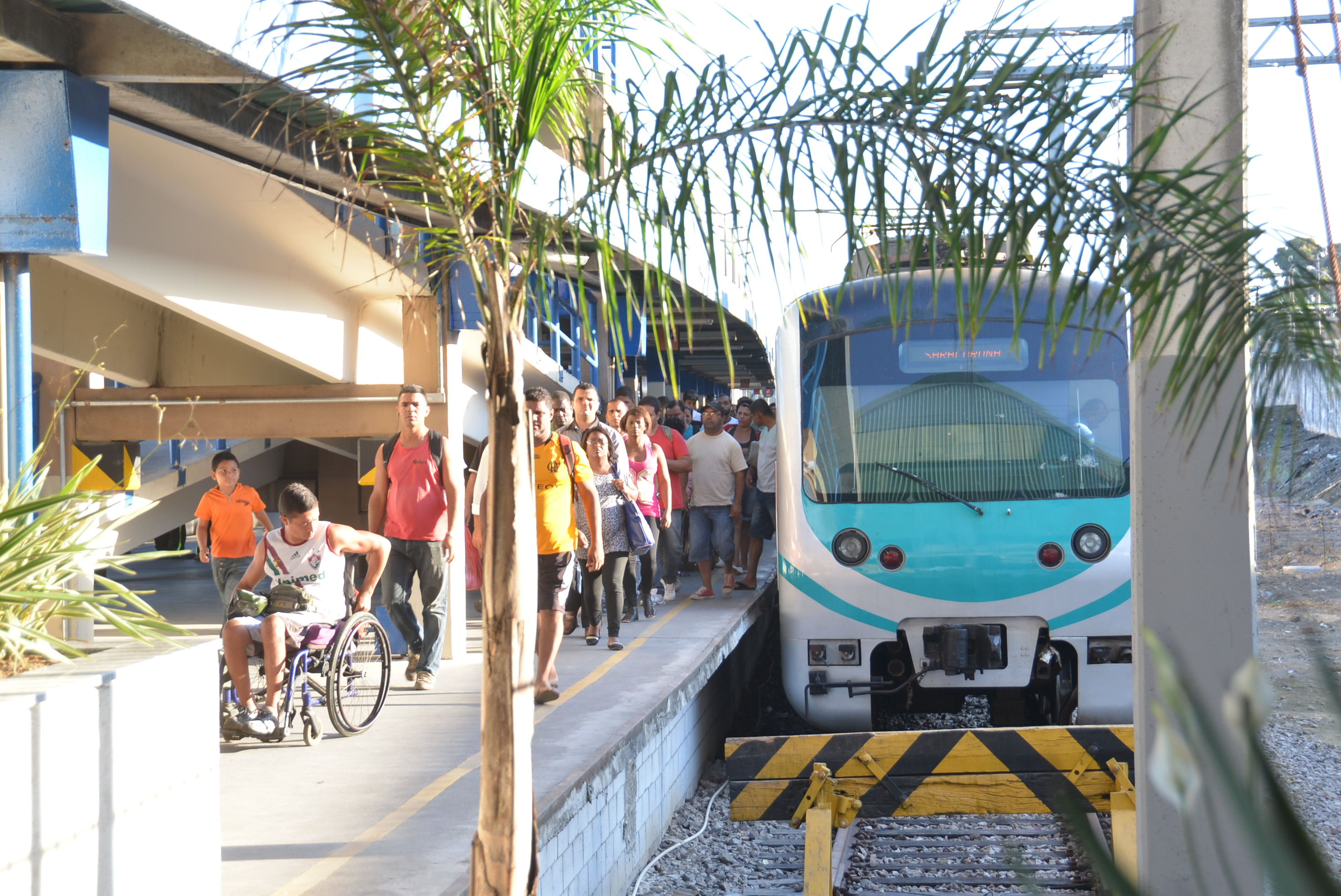
ブラジルリオデジャネイロを走るSuperViaの2005形電車

### カナダへの鉄道車両供給
同年11月にはカナダから無人自動運転車両40両を受注した。2010年に開かれるバンクーバー冬季五輪に合わせ、2009年にバンクーバー国際空港と同市中心部を結ぶ路線でカナダラインの運行を開始した。ロテムは今回の輸出が既に進出している米国やブラジルなどの南北アメリカ諸国からの受注がさらに増えるものと見込んでいる。

### ニュージーランドへの鉄道車両供給
同年同月にはニュージーランドの首都ウェリントン市との間で70両の電車を供給する契約を締結した。同市は08年にはさらに26両を追加発注する予定だという。

### ユーロテムの設立
ロテムとトルコのTÜVASAŞの合弁で設立されたユーロテムは、アダバザウに工場を建設、サカリヤ州では最高速度352.4km/hのHSR-350Xをライセンス生産する予定。

### アメリカ合衆国への鉄道車両供給
2008年5月28日には、日本の大手商社、双日の米国法人「双日米国会社」と共同で、マサチューセッツ湾交通局（Massachusetts Bay Transportation Authority、略称「MBTA」）から、新型の二階建て鉄道車両（客車）75両を総額190億円で受注した。
納車予定は2010年末であったが、実際には2012年11月であったことでMBTA側は苛立ちを募らせており、安全面でも問題を抱えていることが明らかになった。
2019年9月に二階建て客車を更に80両受注、その後100両の追加発注を受けたが、COVID-19蔓延の影響とはいえ、納入期限に再度遅延している
。

### ウクライナへの鉄道車両供給
2010年12月には2012年サッカー・欧州選手権の開催を控えるウクライナ鉄道から大会期間中の輸送増強を目的とした電車9連10編成を3億700万ドルで受注。2011年中に引き渡されたが、大会終了後の2012年冬に寒波による運行トラブルが続発している。現代ロテム側は冬季における試運転不足を認めた。（朝鮮語版の記述）

### ウズベキスタンへの鉄道車両供給
2024年3月にタシュケント・サマルカンド高速鉄道向けにKTX-イウムを仕様変更した車両（UTY EMU-250）を42両導入すると発表。中間車を1両増車した7両編成とし、台車も線路幅1,520mm仕様に変更された。

### タンザニアへの鉄道車両供給
2024年にタンザニア鉄道公社（TRC）向けに電気機関車を17両、幹線車両を80両導入された。幹線車両はITX-セマウルを仕様変更した車両で中間車を2両増車した8両編成とし、最高運転速度を160km/hに引き上げた車両。そのため、塗装は全く異なるものの車体構造はITX-セマウルとほぼ同一。

## 軍用兵器

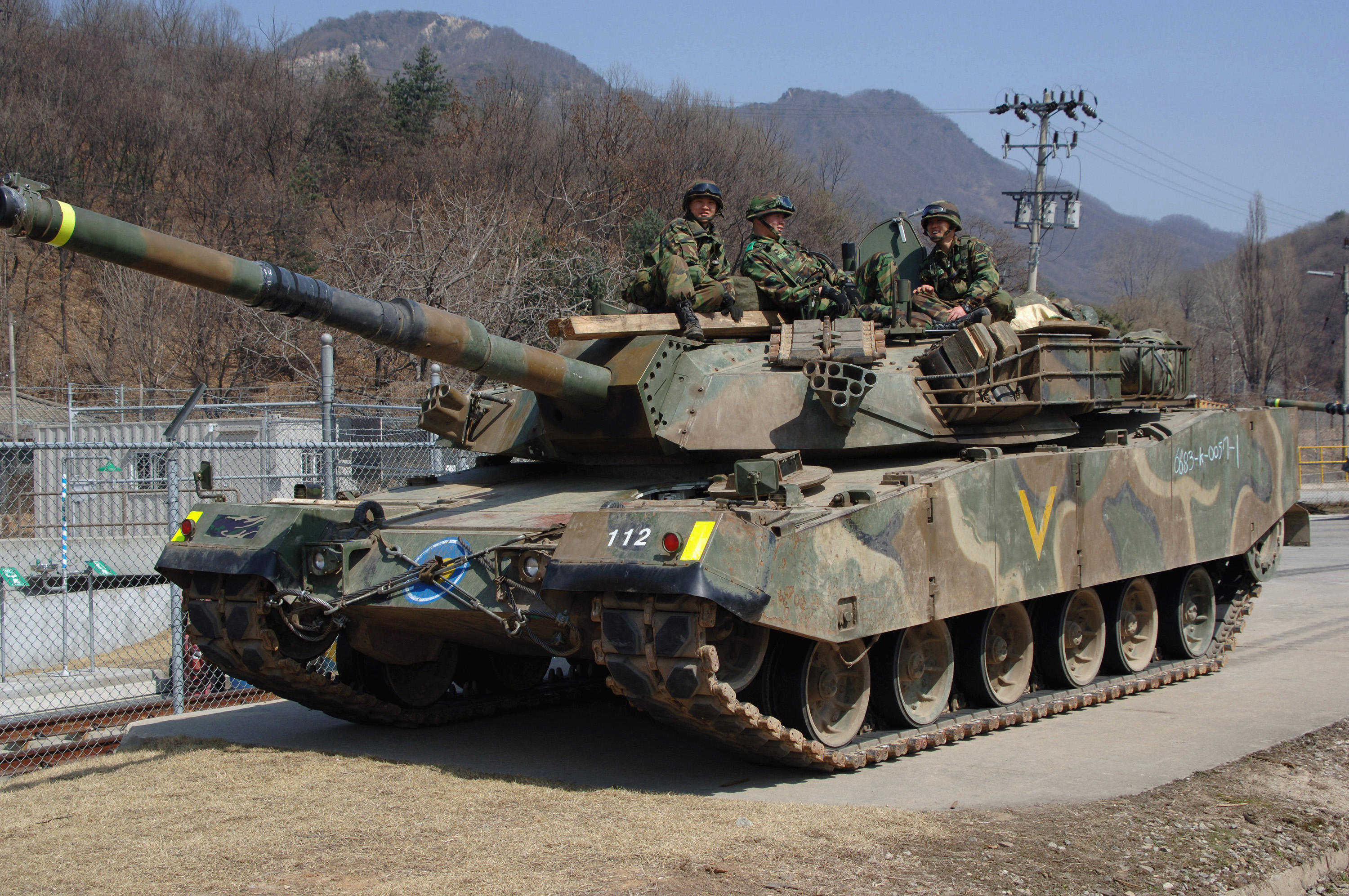
大韓民国陸軍の主力戦車である88戦車

- K1 (戦車)
- K2 (戦車)